# ピョートル・トルストイ (政治家)
ピョートル・オレゴヴィッチ・トルストイ（ロシア語: Пётр Олегович Толстой、1969年6月20日 -）は、ロシア連邦の政治家、ジャーナリスト、プロデューサー。

## 人物・来歴
フランスのル・モンド紙、フランス通信社モスクワ特派員を経て、2016年に統一ロシアから国会議員に当選。2021年9月に再選した。
トルストイ家の一員で、レフ・トルストイの玄孫にあたる。